# Jacobo Sobieski
Jakub Sobieski de Janina (1580-1646), fue un noble, diplomático, viajero e hispanista polaco, padre del rey Juan III Sobieski de Polonia.

## Biografía
Noble polaco, hijo del castellano y duque Marek Sobieski y de Jadwiga Snopkowska; fue duque de Rutenia y castellano de Cracovia y descendía por parte de madre del heroico Zolkiewski, quien murió en la batalla de Cecora. Se educó en Cracovia y París. Fue famoso orador y parlamentario.
Viajó en su juventud por diversos países de Europa, e hizo el Camino de Santiago entre marzo y julio del año 1611 peregrinando por el Camino Francés hasta León, tomó el desvío a Oviedo, a efecto de venerar la reliquia de la Cruz de Cristo (Lignum Crucis) como hacían otros muchos "jacobitas", y se dirigió por el camino de la costa hasta Ribadeo, para seguir hasta Santiago de Compostela por el Camino Norte; después marchó a Portugal. Dejó escrito un Diario de tal viaje, con interesantes datos sobre la España de Felipe III.
Casó con la noble Sofía Teófila Danilowicz, y uno de sus hijos fue el rey Juan III de Polonia.
Participó en diversas expediciones militares: a Rusia (en 1617-1618), y fue miembro del Consejo de Guerra (Rada wojenna) del rey Vladislao IV Vasa. Estuvo en las negociaciones con Muscovy de Daulin en 1618, en la Expedición de Chocim al Imperio otomano en 1621, en la campaña contra Abazy pasza en 1633, y en las negociaciones con Suecia en Sztumska Wieś en 1635.
Durante la expedición a Chocim en 1621 escribió un diario: Commentariorum chotinensis belli libri tres (Danzig, 1646). Este escrito fue usado por Wacław Potocki como fuente para su poema épico Transakcja wojny chocimskiej.